# Karl-Marx-Straße (Berlin)
Die Karl-Marx-Straße ist eine Hauptstraße im Berliner Ortsteil Neukölln und war bis Mai 2008 Teil der Bundesstraße 179. Sie ist die Hauptgeschäftsstraße des gleichnamigen Bezirks und das wichtigste Subzentrum im Berliner Südosten. Nach Verkaufsfläche ist sie die drittgrößte Einkaufsstraße Berlins nach der Tauentzienstraße und der Schloßstraße. Die U-Bahn-Linie U7 folgt der Straße in ihrem gesamten Verlauf.
Derzeit (Stand: 2019) werden vielfältige Maßnahmen zur Entwicklung des Neuköllner Geschäfts-, Verwaltungs- und Kulturzentrums Karl-Marx-Straße durchgeführt, darunter die bauliche Umgestaltung der gesamten Straße sowie eine Stärkung des Kulturstandorts.

## Namensgebung
Ihren Namen erhielt die Straße am 31. Juli 1947 nach dem Philosophen und Wirtschaftstheoretiker Karl Marx. Zuvor hießen einzelne Abschnitte Berliner Straße (vor 1874–1947), Richardstraße (1895–1947) Bergstraße (vor 1877–1947), Walterstraße (1895–1934) und Willi-Walter-Straße (1934–1947).
Die Karl-Marx-Straße wird von Ortsunkundigen gelegentlich mit der Karl-Marx-Allee im Ostteil Berlins im Ortsteil Friedrichshain verwechselt, die ebenfalls eine wichtige Verkehrsachse ist und vor allem wegen ihrer Nachkriegsarchitektur im Stil des Sozialistischen Klassizismus bekannt ist. Nach dem Mauerfall und dem Zusammenwachsen der Berliner Bezirke wurde die Frage einer Umbenennung im Senat beraten, zu der es wegen Mehrheitsbeschluss aber nicht kam.

## Verlauf
Die Karl-Marx-Straße beginnt am Hermannplatz in Verlängerung der Hasenheide. Im weiteren Verlauf münden folgende Hauptstraßen hier ein oder kreuzen sie:
- Flughafenstraße mit den Neukölln Arcaden direkt an der Kreuzung und Amtsgericht Neukölln gegenüber
- Erkstraße mit dem Rathaus Neukölln an der Ecke
- Werbellinstraße
- Silberstein- / Lahnstraße
- Grenzallee

Hier geht sie in die Buschkrugallee über und führt den Verkehr zur A 100-Anschlussstelle Buschkrugallee.

## Ausgewählte Bauwerke

### Einzelhandel
- Im zentralen Abschnitt der Straße gibt es Filialen der Warenhäuser Hennes & Mauritz und Woolworth. Das ehemals größte Kaufhaus Neuköllns, ein Hertie-Warenhaus, musste 2005 als eines der letzten noch unter diesem Namen firmierenden Warenhäuser geschlossen werden. Das ehemalige Kaufhaus wurde im Jahr 2009 aufwendig umgebaut und als Einkaufszentrum wiedereröffnet.
- An den beiden Endpunkten des zentralen Abschnitts der Straße stehen zwei Einkaufszentren, die Neukölln-Arcaden (ehemals: Forum Neukölln mit 27.000 m² Verkaufsfläche) an der Ecke zur Flughafenstraße und das SinnLeffers-Haus am Alfred-Scholz-Platz, in den 1970er Jahren als Quelle-Kaufhaus errichtet und betrieben (Karl-Marx-Straße 101). Das Letztere ist das kleinere und ältere der beiden und hatte seit Eröffnung der Neukölln Arcaden mit Leerstand zu kämpfen. Im Jahr 2011 richtete sich in diesem Haus das Karstadt-Schnäppchencenter ein, in dem die Restposten aller Karstadt-Filialen verkauft werden. Der hintere Gebäudeteil, an der Ganghofer- Ecke Donaustraße, wurde als Parkhaus umgebaut und umgenutzt.
 So wurde die hiesige Filiale des Warenhauses SinnLeffers wieder geschlossen, und das Elektronikkaufhaus Media Markt zog von dort in die Neukölln Arcaden. Betreiberin dieses Einkaufszentrums war das Essener Management für Immobilien (mfI), das in Berlin noch mehrere andere Zentren unterhält.

Schließlich erwarb der Kaufmann und Investor Detlef Maruhn den Gebäudekomplex. Er hat vor, aus dem Kaufhaus ein multifunktionales Gebäude entstehen zu lassen. Dazu lieferte ihm ein Architektenteam vom Architekturbüro Max Dudler, Aukett und Heese und den Realice Architects Entwürfe: auf 50.000 m² sollen nun Büroflächen, ein kleiner Food Market, ein (nur für Mitarbeiter vorgesehenes) Fitnessstudio, eine grüne öffentlich zugängige Dachterrasse mit Pool, ein Club und weiteres entstehen. Das Haus bekam inzwischen den Namen Kalle und soll schwerpunktmäßig Kunst, Kultur und Kulinarik bieten. Erste Mieter konnten bereits gewonnen werden und einziehen, darunter das britische Plattenlabel Rough Trade, das damit die erste entsprechende Niederlassung auf dem europäischen Kontinent ist. Des Weiteren bestehen schon Mietverträge mit dem Jazz-Club ZigZag und mit dem Start-up Unicorn wefox. Ein öffentlich nutzbarer Wintergarten wird zusätzlich eingebaut, der von Künstlern oder anderen Personen angemietet werden kann. Daneben werden durch Farben gekennzeichnete Bereiche entstehen (Black Knight, White Knight), die als Veranstaltungsorte dienen. Im Erdgeschoss soll Edeka einziehen. Insgesamt sind per Ende März 2024 nach Angaben des Investors 60 % der Büroflächen und 75 % der Gesamtfläche vermietet. Die Mietpreise sind moderat, dafür müssen die Mieter in Eigenverantwortung die Raum- und Gebäudesicherheit gewährleisten sowie die Reinigung selbst organisieren und bezahlen. Das Kalle soll „24/7“ offen sein, also rund um die Uhr und sieben Tage in der Woche.
Baulich wurde das Gebäude dahingehend aufgewertet, dass ihm ein Dach („rooftop“) aufgesetzt wurde, mit der oben genannten Terrasse und dem beheizbaren Schwimmbecken („Infinity pool“). Zusätzlich wird ein Asian Beer Barbecue entstehen. Ein neuer Aufzug bringt die Gäste auch bis ganz nach oben. Für die Bewirtschaftung der Dacheinrichtungen gibt jedoch noch keinen Pächter (Stand: April 2024).
- Nordwestlich der Karl-Marx-Straße, jenseits des Hermannplatzes, schon auf Kreuzberger Gebiet, steht mit Karstadt am Hermannplatz (34.000 m² Verkaufsfläche) eines der größten Warenhäuser in Deutschland. Der Hermannplatz und der Mittelabschnitt der Karl-Marx-Straße um das Rathaus sind jedoch als zwei getrennte Einzelhandelsstandorte zu betrachten, der sie verbindende Nordteil der Straße weist nur kleinteiligen Geschäftsbesatz und eine geringe Fußgängerfrequenz auf.
- Im südlichen Teil der Karl-Marx-Straße (Nr. 201), steht die neugotische Magdalenenkirche der Evangelischen Kirchengemeinde Rixdorf. Die Kirche wurde 1879 eingeweiht, der Altar wurde im 16./17. Jahrhundert von einem Rixdorfer Künstler geschnitzt.
- Am südlichen Ende – bereits südlich der Ringbahn – befindet sich ein SB-Warenhaus von Real der Metro-Gruppe (vor dem Verkauf der Warenhäuser von Wal-Mart Germany 2006 an die Metro-Gruppe befand sich dort der einzige Wal-Mart in der Metropolregion Berlin/Brandenburg). Nach Beendigung von Umbauarbeiten im Jahr 2010 – bei denen eine zweite Etage in das Gebäude eingezogen wurde – kamen in dem nun Neuköllner Tor genannten Einkaufszentrum auf 16.000 m² weitere Einzelhandelsketten in das Obergeschoss des Gebäudes, wie Aldi, KiK, Rossmann und mehrere Einzelhandelsläden. Real befindet sich nun im Untergeschoss auf einer Fläche von rund 8.000 m² – wo sich zudem ein Stehimbiss, eine Apotheke sowie ein Zeitungs- und Tabakwarenladen mit DHL-Service befinden. Das Gebäude steht direkt am S- und U-Bahnhof Neukölln und verfügt über ein großes Parkdeck auf seinem Dach. Es ist mit der Linie U7 sowie den S-Bahn-Linien gut erreichbar.

### Institutionen

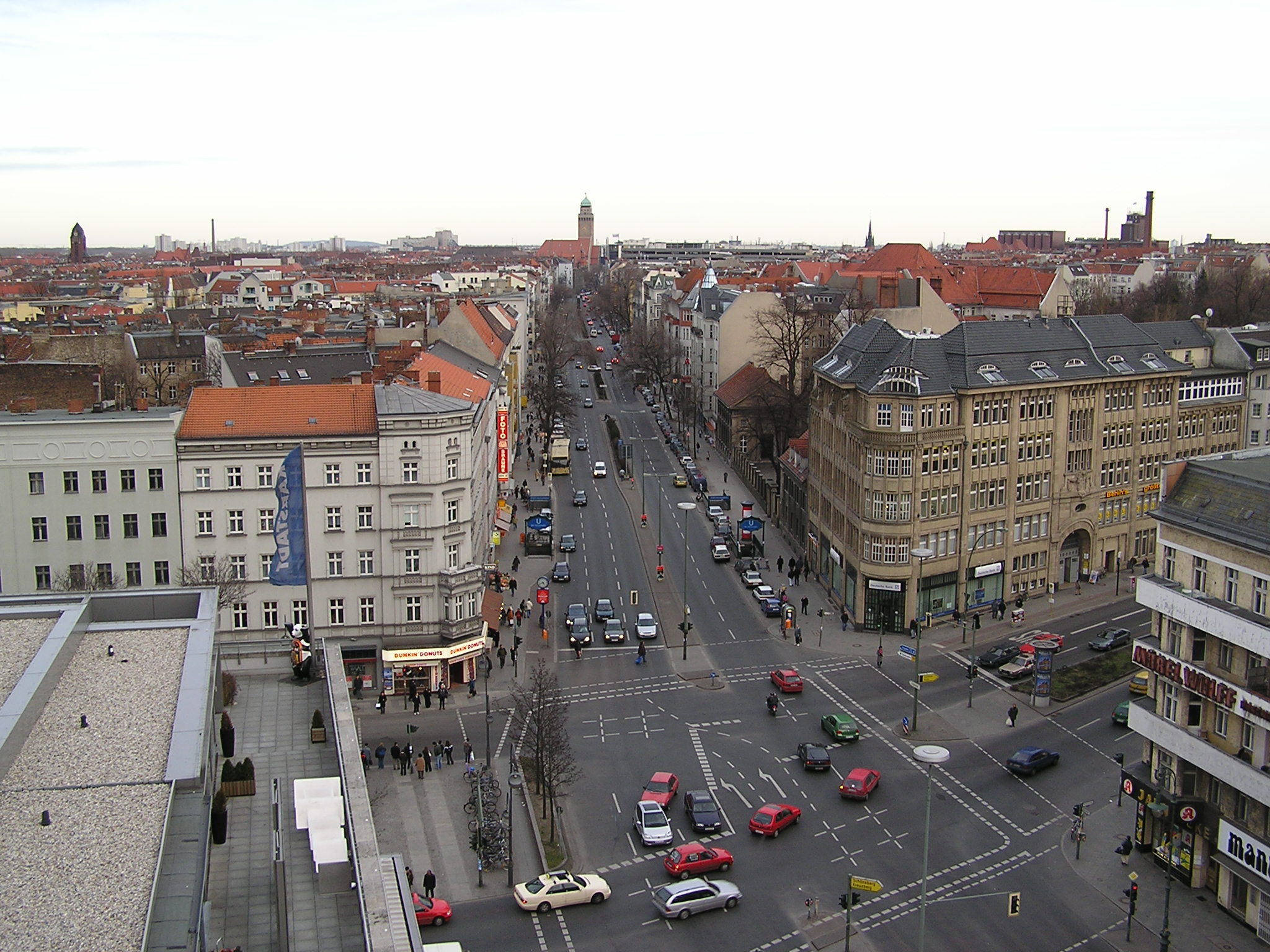
Blick vom Dach des ehemaligen Warenhauses Karstadt am Hermannplatz in die Karl-Marx-Straße in Richtung Rathaus Neukölln

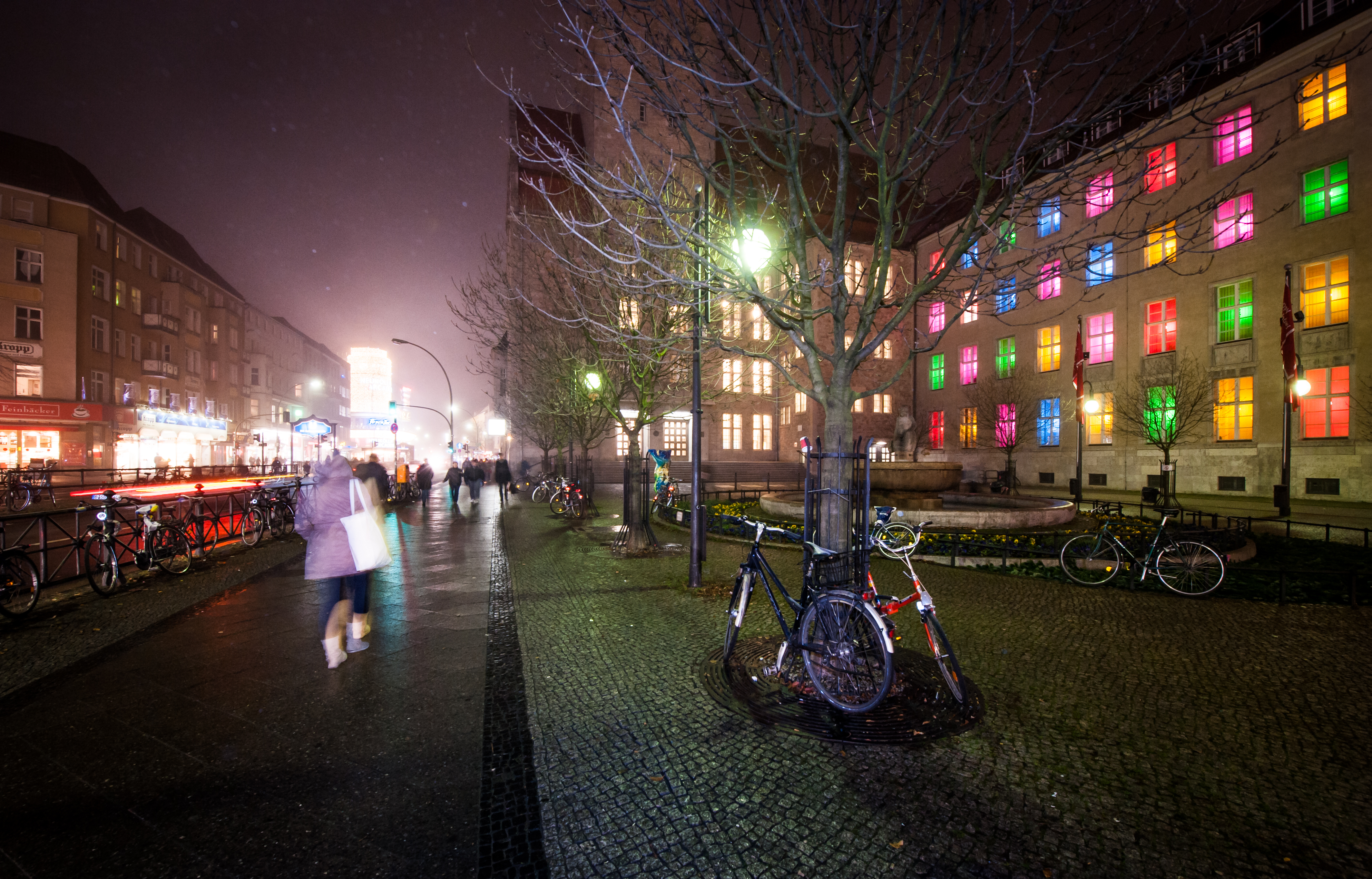
Rathaus Neukölln und Karl-Marx-Straße während des Late Light Shoppings, November 2012

- Die Straße ist darüber hinaus Standort öffentlicher Einrichtungen, die ihren Sitz in stadtbildprägenden Gründerzeitbauten haben. Dazu gehören vor allem das Rathaus Neukölln, dem Wahrzeichen des Stadtbezirks, mit seinem großen Vorplatz und einem 68 m hohen Turm, das Amtsgericht Neukölln und die ehemalige Kaiserliche Post.
- In der Passage, dem 1908 errichteten Rixdorfer Gesellschaftshaus, befinden sich ein Kino (Passage-Kino mit einem original erhaltenen Kinosaal aus dem Jahr 1909) und die Neuköllner Oper; ein weiteres Kino (Karli, nach dem Namenspatron der Straße) in den Arcaden. Wenige Meter südlich des Gesellschaftshauses bildet der Saalbau Neukölln eine weitere kulturelle Einrichtung, in der neben der Galerie im Saalbau auch die Kultureinrichtung Heimathafen Neukölln[2] untergebracht ist.

## Verkehr

### Öffentlicher Personennahverkehr
Die Hauptlast des öffentlichen Personennahverkehrs trägt die U-Bahn-Linie U7, die die Straße mit vier Bahnhöfen bedient:
- Hermannplatz, unter dem gleichnamigen Platz, direkte Umsteigemöglichkeit zur U-Bahn-Linie U8,
- Rathaus Neukölln: der Nordausgang liegt unmittelbar vor den Neukölln Arcaden an der Einmündung der Fuldastraße, der Südausgang direkt am Rathaus gegenüber der Schönstedtstraße,
- Karl-Marx-Straße: der nördliche Ausgang liegt in Höhe von Gesellschaftshaus und Saalbau nahe der Saltykowstraße, der südliche Ausgang an der Einmündung Herrnhuter Weg (Woolworth-Kaufhaus),
- Neukölln: Umsteigebahnhof zur Ringbahn.

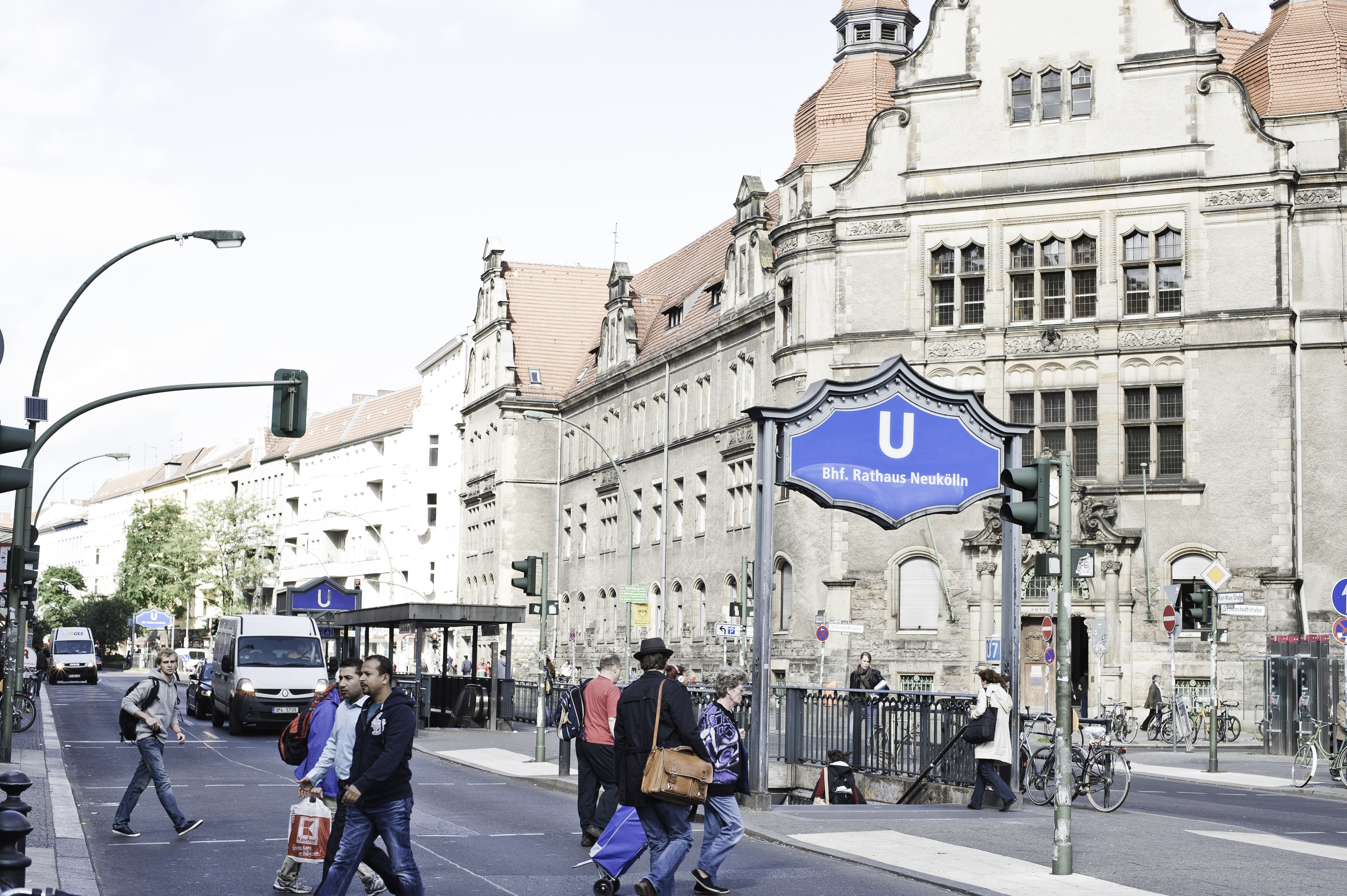
Blick auf den U-Bahnhof Rathaus Neukölln

Der Ringbahnhof Neukölln wurde am 17. Juli 1871 eröffnet. Die U-Bahnhöfe Hermannplatz, Rathaus Neukölln und Karl-Marx-Straße wurden am 11. April 1926 in Betrieb genommen, der U-Bahnhof Neukölln an der Ringbahn folgte am 21. Dezember 1930. Die Station der Linie U8 am Hermannplatz wird seit dem 17. Juli 1927 bedient.
Bis in die 1960er Jahre fuhren mehrere Straßenbahnlinien durch die Karl-Marx-Straße. Die Linie 47, die die gesamte Straße in voller Länge befuhr, wurde 1963 eingestellt. Die letzte Straßenbahn auf einem Teilstück am Bahnhof Neukölln fuhr 1966.

### Radverkehr
Im Jahr 2018 wurden Umbaumaßnahmen eines östlichen Teilabschnitts der Straße fertiggestellt und ein Schutzstreifen für den Radverkehr eingerichtet. Der Umbau wurde allerdings als wirkungslos kritisiert, da er stets unerlaubterweise zugeparkt sei. Als zukünftige mögliche Veränderungen wurden eine Verlängerung des Radfahrstreifens in dem Abschnitt zwischen Weichselstraße und Hermannplatz, eine Ummarkierung zu einem Radfahrstreifen mit durchgezogener Linie, sowie der Umbau der Straße zur Einbahnstraße diskutiert. Für die erste Jahreshälfte 2019 wurde der Bau eines geschützten Radstreifens angekündigt.
Das Bezirksamt gab später bekannt, dass ab April 2019 im Rahmen eines dritten Bauabschnitts in der Karl-Marx-Straße, auf der Südseite der Straße zwischen Hermannplatz und Reuterstraße ein 300 m langer, mit Pollern geschützter Radweg gebaut werden soll, der durch die Initiative „Fahrradfreundliches Neukölln“ angestoßen worden war. Auf der Nordseite soll zwischen Weichselstraße und Hermannplatz ein ungeschützter Fahrradstreifen eingerichtet werden, wohingegen das Berliner Mobilitätsgesetz jedoch vorschreibt, dass Radverkehrsanlagen an Hauptstraßen so gestaltet werden müssen, dass unzulässiges Befahren und Halten durch Kraftfahrzeuge unterbleibt. Der Verzicht auf eine bauliche Trennung zum Kraftverkehr, wurde mit zahlreichen Einfahrten begründet, die eine regelmäßige Unterbrechung erforderlich machen und somit ein falsches Sicherheitsgefühl suggerieren würden. Im Gegensatz zu anderen Radwegen in Berlin ist die Bemalung mit grüner Farbe in der Karl-Marx-Straße zunächst nicht vorgesehen, weil „der finanzielle Aufwand dafür angesichts der ab 2022 anstehenden Sanierung des U-Bahn-Tunnels zu groß wäre“. Neben dem geschützten Radweg soll eine Sperrfläche für die Feuerwehr und den zweiten Rettungsweg geschaffen werden, um den vorgeschriebenen Maximalabstand von neun Metern zwischen Feuerwehr und Häuserwänden einhalten zu können. Zwischen Hermannplatz und Weichselstraße, wird in beide Richtungen einer der bis dahin zwei Fahrstreifen für den motorisierten Verkehr entfallen. Insgesamt ist im Querschnitt der Straße von Norden nach Süden folgende Aufteilung geplant (alle Angaben in m):
| Gehweg | Geschützter Radfahrstreifen | Poller | Sperrfläche | Fahrstreifen | Grünstreifen | Fahrstreifen | Radfahrstreifen | Sicherheitstrennstreifen | Parkstreifen | Gehweg |
| ------ | --------------------------- | ------ | ----------- | ------------ | ------------ | ------------ | --------------- | ------------------------ | ------------ | ------ |
| 5,00   | 2,60                        | 1,00   | 1,90        | 3,50         | 3,00         | 3,40         | 2,40            | 0,75                     | 2,50         | 5,00   |

Bei den Umbauarbeiten sollen außerdem zehn Lieferbereiche eingerichtet, Fahrradstellflächen aufgebaut und neue Fußgängerquerungen geschaffen werden. Die neuen Fußgängerquerungen sollen am Herrmannplatz, östlich und westlich der Hobrechtstraße, östlich und westlich der Reuterstraße und westlich der Weichselstraße gebaut werden.